# Собакин, Михаил Алексеевич
Михаи́л Алексе́евич Соба́кин (20 октября (2 ноября) 1917, село Алексеевское Лаишевского уезда Казанской губернии — 21 апреля 1990, Москва) — советский физиолог и биофизик, член-корреспондент Сибирского филиала АМН СССР (1974).

## Биография
Предки Михаила Алексеевича Собакина — крепостные крестьяне помещиков П. М. Апраксина, Н. Д., А. Н. и П. А. Демидовых, затем Сахаровых. Родители его были малограмотными, но стремившимися дать своим детям образование. Весной 1918 семья переезжает в Казань, однако из-за боевых действий Гражданской войны, вынуждена вернуться в село Алексеевское. Окончательно переезд в Казань состоялся в 1921 году.
В 1925 поступает в школу, где обучается с 1 по 8 класс, показывая отличные результаты. В начале 30-х годов из-за безработицы отец, Алексей Петрович, был вынужден уехать с семьёй на заработки из Казани, в результате чего Михаил пропустил 1931/32 учебный год, беря уроки у частных лиц. После окончания 8-го класса школы в Казани в 1934 г. переезжает с родителями в Подмосковье — в Фаустово, а затем в Лосиноостровск.
В 1936 с отличием окончил школу и без экзамена был принят в Московский государственный университет на физический факультет.
В 1937 после окончания первого курса в числе других отличников был переведён на вновь образованный военный физический факультет МГУ, где выбрал специализацию «биофизика», проводя исследования под руководством профессора Кочергина, впоследствии направившего Михаила в аспирантуру.
В 1938 поступил на I курс Первого Московского медицинского института им. Сеченова, продолжая заочное обучение на физическом факультете МГУ. Являлся сталинским стипендиатом в 1-м ММИ.
С сентября 1941 был переведён на военный факультет 2-го Московского государственного медицинского института. В октябре 1941 институт был эвакуирован в Омск. В этом же году окончил институт и в июле 1942 возвратился в Москву.
С 1941 по 1945 г. состоял на службе в Красной Армии в званиях военврача III ранга, капитана медицинской службы, майора медицинской службы, участник Великой Отечественной войны: в августе 1942 отправлен на фронт, где был начальником санитарной службы 87 гвардейского миномётного полка («Катюши») в составе Воронежского, Юго-Западного, а затем — 3-го Украинского фронтов. Окончание войны встретил в Австрии.
С 1945 по 1948 — аспирант Научно-исследовательского института нормальной и патологической физиологии АМН СССР в Москве у академика АМН СССР И. П. Разёнкова. Член ВКП(б) с 1948.
В 1948—1958 работал в НИИ нормальной и патологической физиологии АМН СССР: в 1948—1951 — младший научный сотрудник, в 1951—1953 — докторант, в 1953—1958 — старший научный сотрудник.
В 1949 защитил кандидатскую диссертацию на тему «Взаимоотношение перистальтики желудка при пищеварении и в условиях физиологического голода».
В 1957—1958 работал по совместительству старшим научным сотрудником Всесоюзного НИИ медицинского инструментария и оборудования (ВНИИМИО) в Москве.
С 1958 по 1962 заведовал лабораторией биофизики ВНИИМИО.
В 1959 защитил докторскую диссертацию на тему «Моторная деятельность желудка при пищеварении».
С 1962 по 1972 — заведующий лабораторией физических методов исследования физиологических функций организма в Институте питания АМН СССР, Москва.
В 1962 был утверждён в учёном звании профессора по специальности «Физиология».
В 1963 получил воинское звание подполковника медицинской службы.
В связи с образованием Сибирского филиала АМН СССР (1970) в 1972 переезжает в Новосибирск, где становится заместителем председателя Президиума СФ АМН СССР. Одновременно, в 1972—1973 — руководитель отдела физиологии Института клинической и экспериментальной медицины (ИКЭМ) СФ АМН СССР в Новосибирске, а с 1973 по 1977 руководил Институтом физиологии СФ АМН СССР в Новосибирском Академгородке.
В 1974 был утверждён в звании члена-корреспондента Сибирского филиала АМН СССР по специальности «Физиология».
В 1977 вышел на пенсию, в 1978 — возвратился в Москву. Умер в 1990, похоронен на Бабушкинском кладбище Москвы (уч. 10).

## Работы
Опубликовал свыше 130 научных работ, в том числе 1 монографию, имеет 6 авторских свидетельств. Его исследования посвящены, главным образом, проблемам физиологии желудочно-кишечного тракта, в частности, его моторной деятельности в процессе пищеварения, а также взаимодействию голодной и пищеварительной моторики; им изучено электрическое поле желудка и дано обоснование возможности регистрации электрогастрограммы с дистальных участков тела, а также бесконтактной регистрации электрической активности желудка, разработаны принципиальные основы ультразвуковой интроскопии внутренних органов. Он одним из первых провёл исследование инфракрасного излучения поверхности тела человека, сформулировал принцип образования тепловых полей кожи, которые отражают состояние внутренних органов. При его участии сконструирована регистрирующая аппаратура, с помощью которой была разработана методика электрогастрографии (электрогастрографы ЭГС), электрохолецистографии и электроколографии (с отведением биопотенциалов от вживлённых электродов в стенки соответствующих отделов желудочно-кишечного тракта животного). Клиническое значение имеет разработанная М. А. Собакиным с сотрудниками методика электрогастрографии при отведении биопотенциалов желудка с поверхности тела человека. Был организатором и председателем межинститутского Совета по медицинской электронике и кибернетике АМН СССР (1968—1975), руководителем первой Всесоюзной конференции по электрогастрографии (1975), редактором редакционного отдела «Медицинская техника» Большой медицинской энциклопедии под редакцией Б. В. Петровского
Основные публикации:
- Клинико-физиологическая методика электрогастрографического исследования моторной деятельности желудка при пищеварении, Бюллетень экспериментальной биологии и медицины, том 38, № 12, стр. 63, 1954;
- Моторная деятельность желудка при пищеварении. Автореферат диссертации на соискание учёной степени доктора медицинских наук, М., 1958;
- Электрография моторной деятельности тонкого кишечника, Новости медицинской техники, Труды ВНИИМИО, выпуск № 2, стр. 8, 1961 (совместно с А. П. Мухиной);
- Опыт применения инфракрасного сканирующего радиометра для исследования динамики излучения организма человека, Биологическая и медицинская электроника, под редакцией Е. Б. Бабского, выпуск 5, стр. 29, М., 1963 (совместно с М. М. Мирошниковым, И. Ю. Трапезниковым, Л. В. Андреевым);
- Электрическая характеристика моторной деятельности различных отделов желудка при действии на организм адекватных и неадекватных раздражителей, в книге: Современные вопросы электрогастрографии, под редакцией М. А. Собакина, стр. 197, Новосибирск, 1975 (совместно с И. А. Приваловым);
- Многоканальная регистрация электрической активности желудка с поверхности тела человека, Бюллетень экспериментальной биологии и медицины, том 81, № 4, стр. 506, 1975 (совместно с И. А. Приваловым);
- Физические поля желудка, Новосибирск, 1978.

## Награды
Награждён орденами Отечественной войны I и II степени, Красной звезды, медалями «За боевые заслуги», «За победу над Германией в Великой Отечественной войне 1941—1945 гг.», «За взятие Будапешта», «За освобождение Белграда» и другими.

## Семья
- Отец — Собакин Алексей Петрович (29.09.1878 — 17.11.1943)
- Мать — Собакина (урождённая Садовникова) Татьяна Михайловна (01.01.1877 — 11.09.1958)
- Сестра — Бадюл (урождённая Собакина) Александра Алексеевна (19.11.1897 — 01.05.1987)
- Жена — Каплун Зиртруда Сергеевна (29.01.1926 — 07.09.1959),
  - дочь — Шамарина (урождённая Собакина) Татьяна Михайловна (21.04.1949 — 09.11.2023),
    - внук — Шамарин Олег Владимирович (р. 18.07.1973),
      - правнучка — Шамарина Ева Олеговна (р. 17.12.2009)
      - правнучка — Шамарина Екатерина Олеговна (р. 03.11.2019)
- Жена — Собакина (урождённая Козинец, ныне Климова) Галина Васильевна (р. 10.12.1932),
  - сын — Собакин Вадим Михайлович (р. 14.03.1962),
    - внук — Собакин (ныне Пронин) Дмитрий Вадимович (р. 28.06.1989),
    - внук — Собакин (ныне Пронин) Кирилл Вадимович (р. 15.06.1990),
    - внук — Собакин Андрей Вадимович (р. 29.07.2005),
    - внук — Собакин Ярослав Вадимович (р. 30.10.2007),
    - внучка — Дюдина Таисия Вадимовна (р. 24.12.2008),

  - сын — Собакин Алексей Михайлович (р. 08.07.1965),
    - внучка — Агафонова Вероника Алексеевна (р. 21.04.1996),
    - внук — Собакин Юрий Алексеевич (р. 23.10.2003)
      - правнучка — Собакина Эвелина Юрьевна (р. 31.03.2022)